# Vladka Meed
Vladka Meed lub Władka Meed, właściwie Feigele Peltel (ur. 29 grudnia 1921 w Warszawie, zm. 21 listopada 2012 w Phoenix) – polsko-żydowska działaczka ruchu oporu w czasie II wojny światowej, kurierka Żydowskiej Organizacji Bojowej (ŻOB), autorka wspomnień i działaczka społeczna.

## Życiorys
Urodziła się w Warszawie, w rodzinie Chany i Szlomo Peltelów. W czasie okupacji niemieckiej posługiwała się imieniem Władysława, zdrabnianym jako Władka, a w przyszłości przekształconym na Vladka. Była członkiem Bundu, na polecenie którego pozostała po tzw. stronie aryjskiej i organizowała pomoc dla getta warszawskiego. Brała między innym udział w akcji ratowania dzieci żydowskich z getta, które po przeszmuglowaniu przez mur ukrywane były w polskich rodzinach katolickich. W 1942 r. była jedną z osób, które poinformowały przedstawicieli polskiego podziemia o deportacji 265 tysięcy Żydów do obozów zagłady oraz o mordach dokonywanych w obozie zagłady w Treblince. Podczas powstania w getcie warszawskim w kwietniu 1943 r. zajmowała się przerzucaniem do getta pistoletów, dynamitu oraz benzyny do butelek zapalających.
W 1944 r. poślubiła Benjamina Meeda (Międzyrzeckiego), z którym po zakończeniu działań wojennych wyjechała do USA. W Stanach Zjednoczonych małżeństwo Meed zajęło się między innymi działalnością społeczną inicjując powstanie organizacji zrzeszającej kombatantów ruchu oporu getta warszawskiego, a następnie doprowadzili do powstania Amerykańskiego Zgromadzenia Żydów Ocalonych z Holokaustu. Byli inicjatorami nauczania w USA o Holocauście i historii warszawskiej diaspory Żydowskiej, a sama Vladka Meed nawiązała współpracę z Amerykańską Federacją Nauczycielską organizując przez wiele lat wyjazdy edukacyjne do Polski. Była również wiceprzewodniczącą Żydowskiego Komitetu Robotniczego w Nowym Jorku.
Była autorką książki Po obu stronach muru: wspomnienia z warszawskiego getta opublikowanej pierwotnie w języku jidysz, w 1948 r., zawierającej jej wspomnienia z okupowanej Warszawy. Książka doczekała się tłumaczenia na j. angielski w 1972 r., z przedmową Elie Wiesela, a następnie na języki: niemiecki, polski i japoński.
W ostatnim okresie życia cierpiała na chorobę Alzheimera.
W 2020, na 78. rocznicę wybuchu powstania w getcie warszawskim, przy metrze Centrum odsłonięto mural poświęcony kobietom walczącym w powstaniu. Została tam upamiętniona jako jedna z 9 Żydówek.